# Произвољна пројекција
Произвољна пројекција је тип картографске пројекције код којих су сва три основна елемента деформисана - углови, линије и површине. Код њих је деформација углова мања него код еквивалентиних, а деформација површина је знатно мања него код конформних пројекција.
Постоји неколико врста ових пројекција, а најпознатија је еквидистантна, код које је размер по једном од главних праваца увек једнак јединици.